# Họ Cá tuyết sông
Họ Cá tuyết sông (danh pháp khoa học: Lotidae) là một họ cá tương tự như cá tuyết, nói chung được gọi là cá tuyết đá, cá moruy, bao gồm khoảng 21-23 loài trong 6 chi.
Mặc dù tên gọi của họ là cá tuyết sông, nhưng gần như tất cả các loài được tìm thấy tại khu vực nước mặn của Bắc Băng Dương, Đại Tây Dương và Thái Bình Dương. Chỉ có một loài duy nhất - loài điển hình của họ, là cá tuyết sông (Lota lota), được tìm thấy tại các con sông và hồ ở miền bắc châu Âu và Bắc Mỹ.
Các loài trong họ này có từ 1-3 vây lưng và 1 vây hậu môn. Luôn luôn có râu trên cằm. Vây đuôi thuôn tròn. Trứng với giọt dầu.
Các loài cá này có tầm quan trọng trong cả thương mại lẫn trong câu cá thể thao.

## Các chi
- Chi Brosme
  - Brosme brosme (Ascanius, 1772): cá moruy chấm đen
- Chi Ciliata
  - Ciliata mustela (Linnaeus, 1758): Cá tuyết đá năm râu
  - Ciliata septentrionalis (Collett, 1875): Cá tuyết đá phương bắc
  - Ciliata tchangi Li, 1994: Cá tuyết Trung Hoa
- Chi Enchelyopus
  - Enchelyopus cimbrius (Linnaeus, 1766): Cá tuyết đá bốn râu
- Chi Gaidropsarus
  - Gaidropsarus argentatus (Reinhardt, 1837): Cá tuyết đá Bắc Cực
  - Gaidropsarus biscayensis (Collett, 1890): Cá tuyết đá mắt to Địa Trung Hải
  - Gaidropsarus capensis (Kaup, 1858): Cá tuyết đá Cape
  - Gaidropsarus ensis (Reinhardt, 1837): Cá tuyết đá vây chỉ
  - Gaidropsarus granti (Regan, 1903): Cá tuyết đá Azores
  - Gaidropsarus guttatus (Collett, 1890): Cá tuyết đá Canary
  - Gaidropsarus insularum Sivertsen, 1945: Cá tuyết đá Comb
  - Gaidropsarus macrophthalmus (Günther, 1867): Cá tuyết đá mắt to
  - Gaidropsarus mediterraneus (Linnaeus, 1758): Cá tuyết đá bờ biển
  - Gaidropsarus novaezealandiae (Hector, 1874): cá tuyết New Zealand
  - Gaidropsarus pacificus (Temminck & Schlegel, 1846) Cá tuyết Nhật Bản

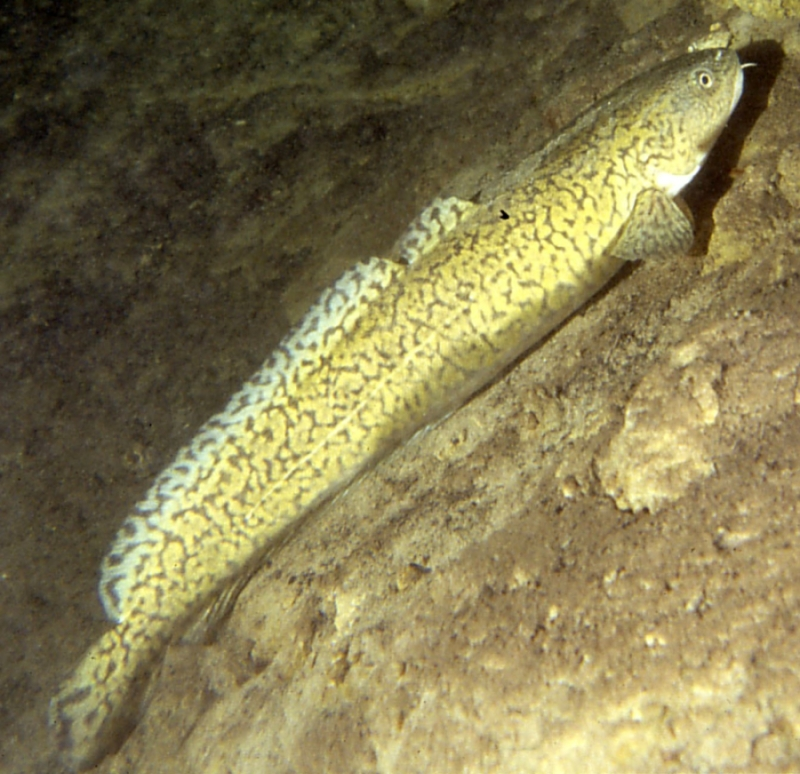
cá tuyết sông (Lota lota)

- - Gaidropsarus pakhorukovi Shcherbachev, 1995: Cá tuyết Brasil
  - Gaidropsarus parini Svetovidov, 1986: Cá tuyết đông nam Thái Bình Dương
  - Gaidropsarus vulgaris (Fleming, 1828): Cá tuyết đá ba râu
- Chi Lota
  - Lota lota (Linnaeus, 1758): Cá tuyết sông
- Chi Molva
  - Molva dypterygia (Pennant, 1784): Cá tuyết lam
  - Molva macrophthalma (Günther, 1867): Cá tuyết Tây Ban Nha
  - Molva molva (Linnaeus, 1758): Cá tuyết Molva